# 浙江理工大学

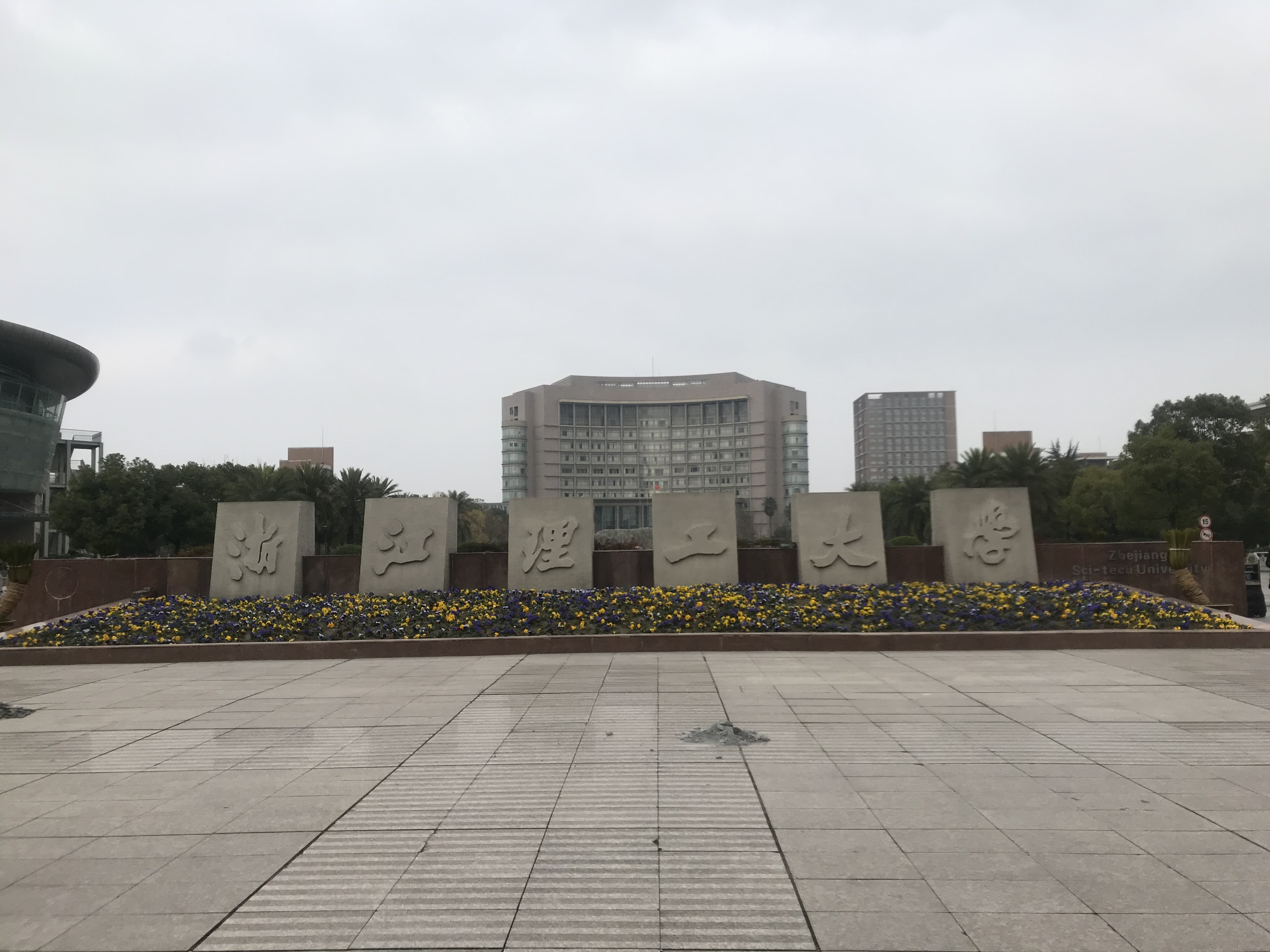
学校南大门

浙江理工大学（Zhejiang Sci-Tech University）是位于中国浙江杭州的一所以工科为主、其余学科设置较全面的浙江省属综合性高等院校。

## 概况

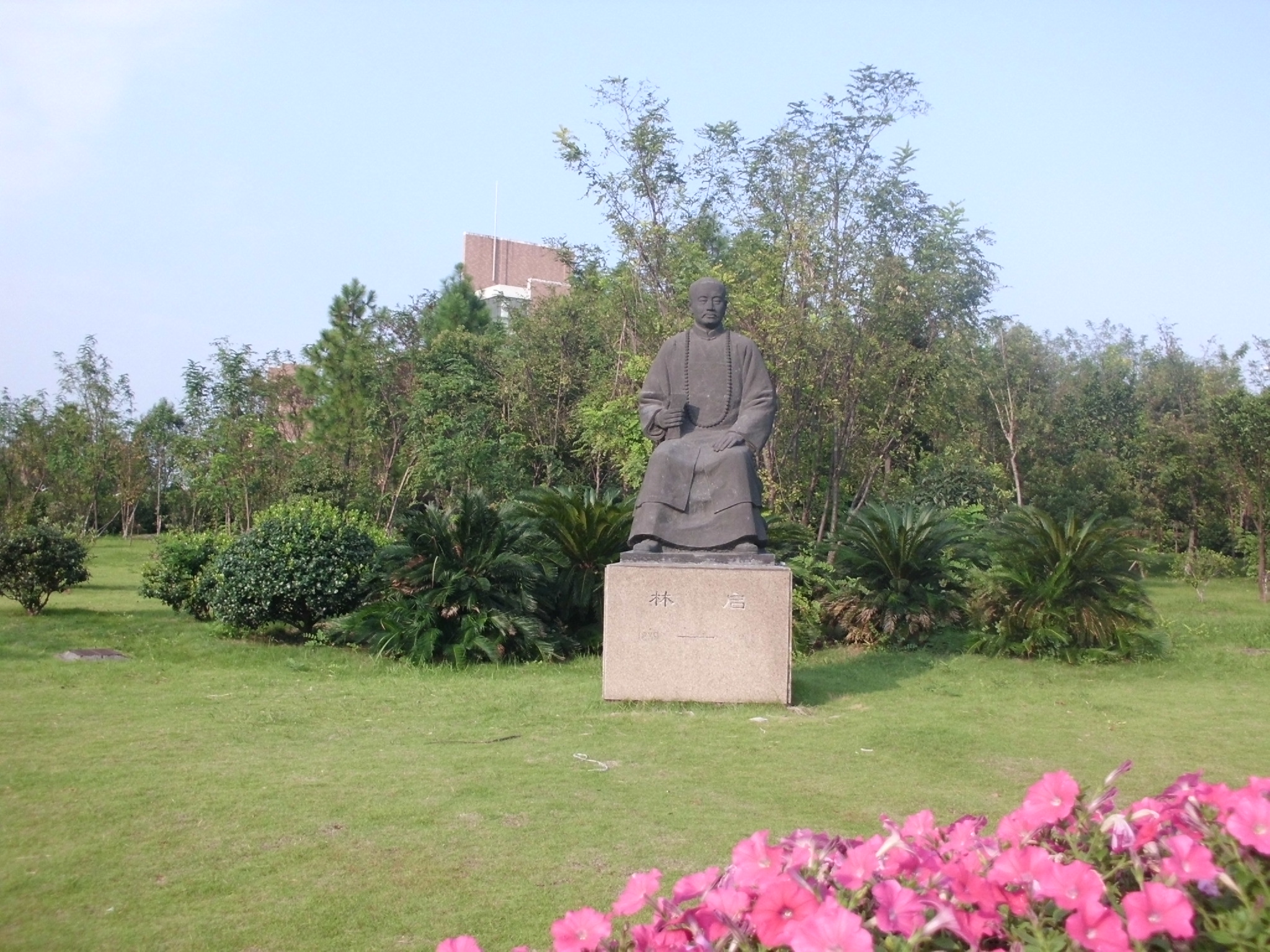
位于校园的林启像

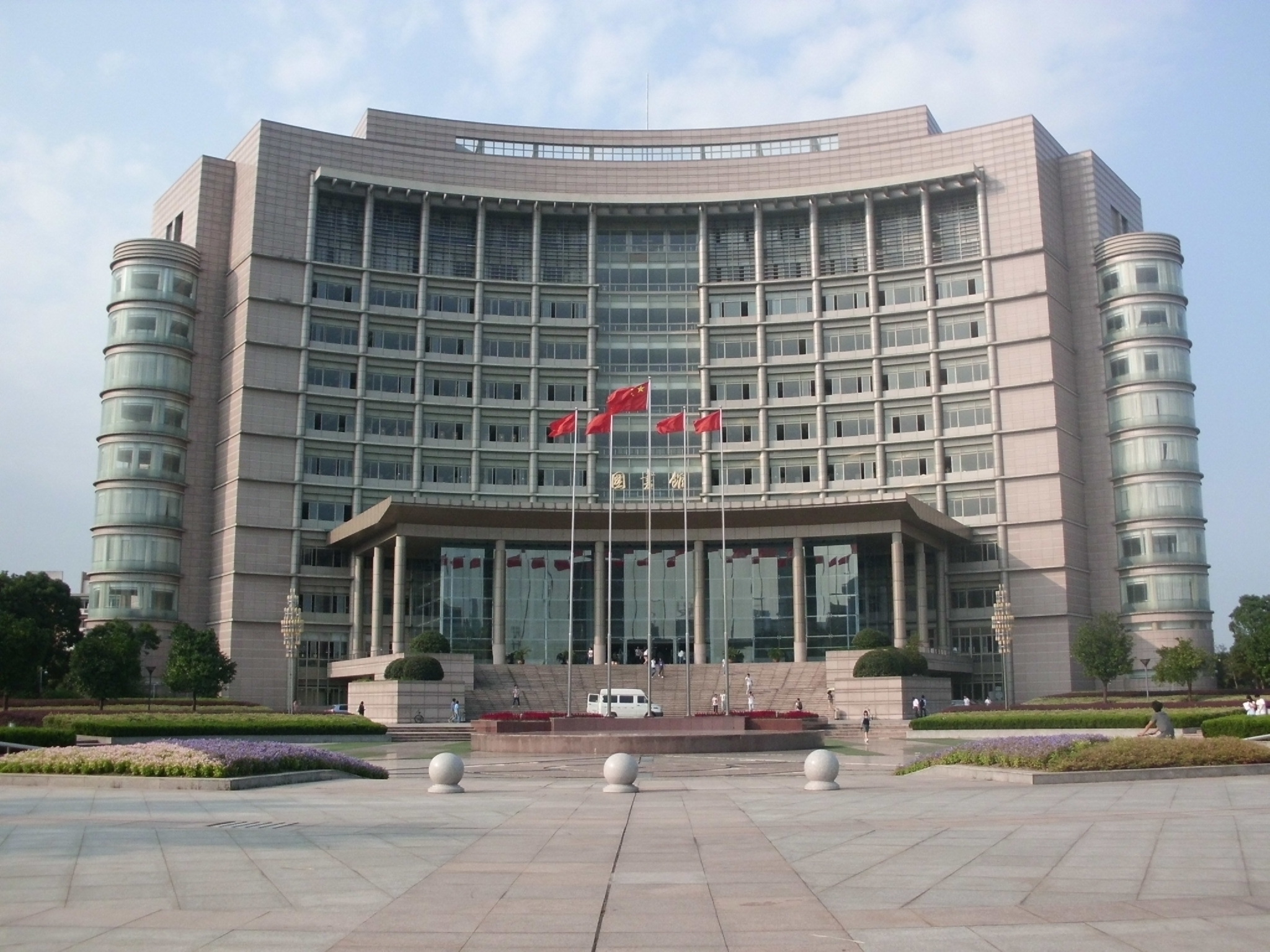
图书馆大楼

浙江蚕学馆是中国第一所纺织专业学校，杭州知府林启创办，位于杭州西湖旁的金沙港（今曲院风荷景区内），是浙江理工大学的前身。因建于杭州西湖，又称为杭州蚕学馆、西湖蚕学馆。创建之初，由林启自兼总办，后来由杭州知府朱启凤继任总办。首任总教习是江生金。后经日本驻杭领事介绍，由日本学者轰木长、前岛次郎先后担任总教习，直至1904年起聘用毕业生执教。1908年改名为浙江中等蚕桑学堂。1910年在崇文书院添设分部，1912年改名为浙江中等蚕桑学校，1913年先后改名为浙江公立蚕桑学校、浙江省立甲种蚕业学校。
现有全日制在校学生26000余人，其中研究生2300余人。教职员工1800余人，其中具有副高以上职称的教师600余人。学校下设17个学院（教学部）以及1所独立学院。现有本科专业52个，其中国家级特色专业8个，省重点专业15个。有2个博士学位授权点，4个一级学科硕士学位授权点和30个二级学科硕士学位授权点。
现在拥有三个校区，分别位于杭州市西湖区文一路、钱塘区下沙高教园和临平区，文一路老校区占地150余亩，现基本做为成人教育学院、下属培训机构的校舍；位于下沙高教园区的校区占地1500亩，为学校现在的主体，在2022年之前几乎全部的本科生和研究生都在这个下沙校区。
2022年8月位于临平区东湖街道康泰路8号的新校区（又名时尚学院）启用，总投资20.4亿，用地面积517亩，共新建22个单体建筑，其中18个教学行政和生活配套用房，4个附属配套设施，总建筑面积约30万平米，于2020年5月开工建设，浙理工的服装学院、艺术与设计学院、法政学院、史量才新闻与传播学院、国际时装技术学院、浙理工马兰戈尼时尚设计学院合计约8000名师生（占全校师生的三分之一），于2022年9月开始在新校区工作学习生活。
校名采用沙孟海的字集。

## 历史沿革
- 杭州知府林启于1897年创办蚕学馆,目的是为实现其实业救国、教育救国，是中国最早创办的新学教育机构之一。
- 1908年，因办学成绩卓著被清政府御批升格为“高等蚕桑学堂”。
- 1911到1949年间，因时局动乱学校几度易名数迁校址，虽风雨沧桑历经磨难，但始终坚持办学。
- 1959年开始招收本科生。[來源請求]
- 1964年由国务院定名为浙江丝绸工学院。
- 1979年开始招收硕士研究生，1983年获硕士学位授予权。
- 1999年，经教育部批准更名为浙江工程学院。
- 2004年，经教育部批准更名为浙江理工大学。
- 2022年8月29日，浙江理工大学临平校区正式启用。[5]

## 院系设置
- 理学院
  - 数学科学系
  - 物理学系
  - 化学系
  - 心理学系
- 材料与纺织学院
  - 纺织工程系
  - 材料科学与工程系
  - 轻化工程系
  - 设计与包装系
- 服装（国际）学院 
  - 服装艺术设计系
  - 染织艺术设计系
  - 服装设计与工程系
  - 服装设计与营销系
  - 服饰品设计系
  - 服装表演与营销系
  - 人物造型设计系
- 信息电子学院
  - 电子信息工程系
  - 计算机科学与技术系
  - 电子信息科学与技术系
  - 通信工程系
  - 数字媒体技术系
- 机械与自动控制学院
  - 机械设计制造及其自动化系
  - 测控技术与仪器系
  - 自动化系
  - 过程装备与控制系
  - 工业工程系
  - 机械电子工程系
- 建筑工程学院
  - 建筑环境与设备工程系
  - 建筑学系
  - 土木工程系
  - 工程管理系
  - 风景园林系
- 生命科学学院
  - 应用生物技术系
- 经济管理学院
  - 国际经济与贸易系
  - 管理科学与工程系
  - 工商管理系
  - 会计系
- 艺术与设计学院

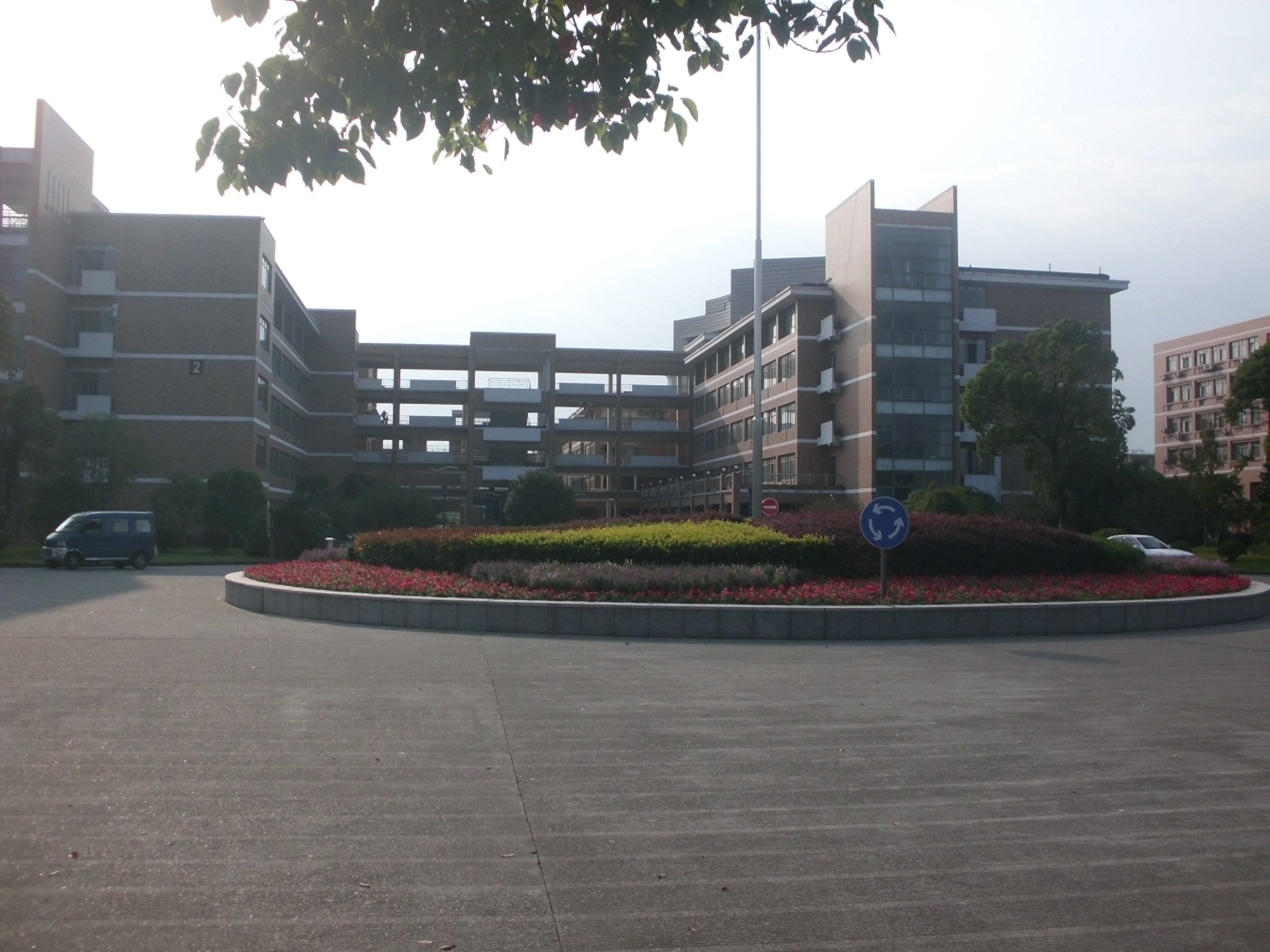
花坛与2号教学楼

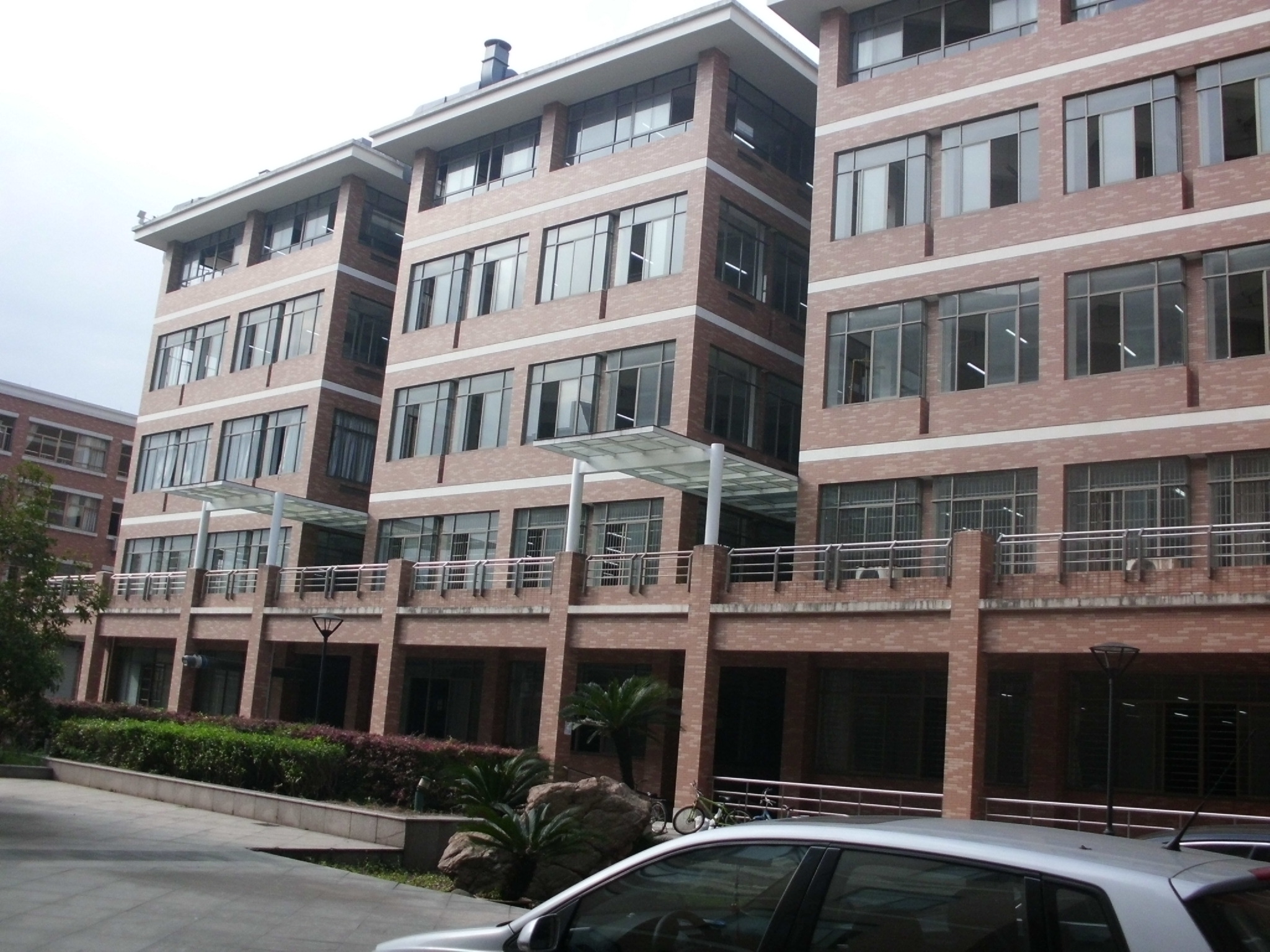
3号教学楼（即实验楼）

  - 艺术设计系（视觉传达设计方向、环境艺术设计方向）
  - 工业设计系（产品设计方向、家具设计方向）
  - 动画系
  - 广告学系
  - 美术学系（商业插画方向）
- 法政学院
  - 法学系
  - 社会工作系
  - 公共事业管理系
  - 行政管理系
- 外国语学院
  - 英语系
  - 日语系
  - 大学英语教学一部、二部
  - 研究生英语教学部
  - 考试中心
  - 外语电教实验中心
- 文化传播学院
  - 中文系
  - 传播系
  - 对外汉语教学中心
  - 文化素质教育中心
  - 写作教研中心
- 启新学院
- 成人教育学院
- 计算机技术教研部
- 体育教研部
- 独立学院-科技与艺术学院（位于上虞校区）

## 专业特色
学校地处中国东南沿海，这里一度是中国纺织业的中心，在纺织业兴盛的年代中，形成了以纺织为中心的特色优势学科，包括材料、服装、机械等，并率先在中国开辟了模特培养专业。其毕业生开创了杭派女装的潮流，成为中国本土中高档女装的代表流派。在随后的纺织业衰退过程中，学校开始转向理、工、文、经、管、法协调发展，向一所综合性高校迈进。

## 历任校长
- 林启
- 朱显邦
- 陈石民
- 倪绍雯
- 谭熙鸿
- 缪祖同
- 朱新予
- 张友梅
- 袁观洛
- 凌荣国
- 赵匀 1999年8月—2004年11月
- 裘松良 2004年11月—2016年6月
- 陈文兴 2016年6月—至今

## 外部連結
- 浙江理工大学 （页面存档备份，存于）